# 웨이보 게이밍
웨이보 게이밍(Weibo Gaming)은 중화인민공화국의 리그 오브 레전드 프로게임단이다.

## 연혁
- 2015년 5월 1일 : T.Bear Gaming 창단
- 2016년 12월 28일 : Suning으로 팀명 변경
- 2021년 11월 21일 : 시나 웨이보 인수 및 Weibo Gaming으로 팀명 변경

## 소속 선수
- 감독 : 쩡타오
- 코치 : 세단 이지훈

| 이름     | 소환사명 | 포지션  | 비고 |
| -------- | -------- | ------- | ---- |
| 강승록   | TheShy   | 탑      |      |
| 장화신   | Decade   | 탑      |      |
| 레꽝주이 | SofM     | 정글    |      |
| 상타오   | Angel    | 미드    |      |
| 탕환펑   | huanfeng | AD 캐리 |      |
| 후숴제   | SwordArt | 서포터  |      |
| 러원진   | ON       | 서포터  |      |

## 주요 성적
- 2020 리그 오브 레전드 프로리그 서머 3위
- 리그 오브 레전드 월드 챔피언십 2020 준우승
- 네스트 2020 8강
- 데마시아 컵 2020 8강
- 2021 리그 오브 레전드 프로리그 스프링 5-6위
- 2021 리그 오브 레전드 프로리그 서머 9-10위
- 네스트 2021 우승
- 데마시아 컵 2021 16강
- 2022 리그 오브 레전드 프로리그 스프링 5-6위
- 2022 리그 오브 레전드 프로리그 서머 7-8위

## 같이 보기
- 리그 오브 레전드 프로리그(LPL)